# Hypoxystis sylvanaria
Hypoxystis sylvanaria là một loài bướm đêm trong họ Geometridae.